# دوربین متحرک (ژانر)

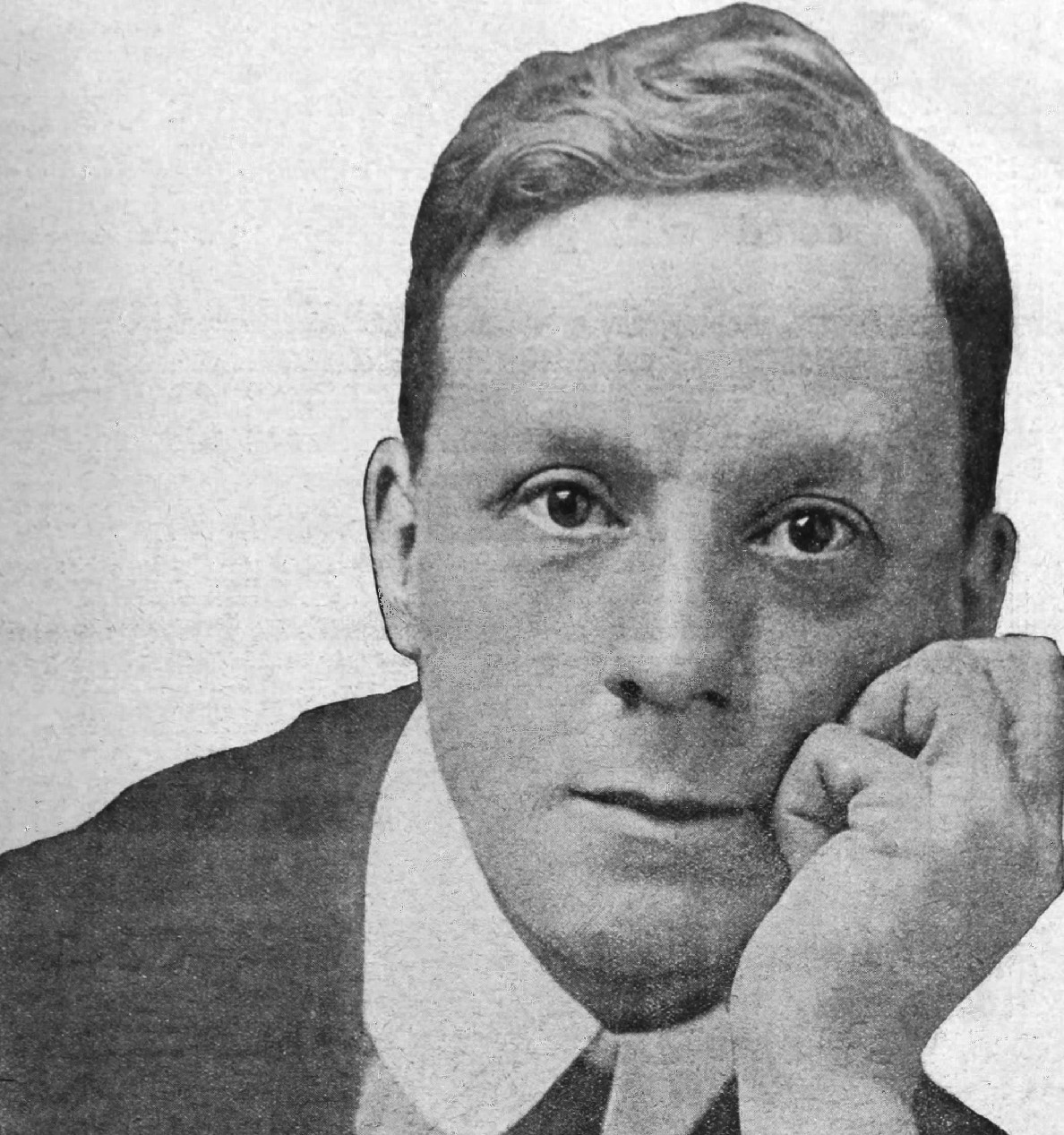
مبتکر دوربین متحرک

دوربین متحرک یا فانتوم راید یا پاناروماز (انگلیسی: Phantom ride) یک ژانر سینمایی محبوب در بریتانیا و آمریکا بود که در اواخر سده نوزدهم میلادی رواج داشت. در فیلم‌های با این ژانر معمولاً دوربین در مقابل وسیله نقلیه (قطار) بسته می‌شد و وسیله نقلیه به سوی جلو حرکت می‌کرد. این فیلم برای کسانی که مکان‌های مختلف را ندیده بودند جالب و محبوب به نظر می‌رسید. عمر شکوفایی این ژانر بسیار کوتاه بود. تونل هوراسترو محصول ۱۸۹۷ میلادی، نخستین اثری بود که با ژانر و سبک دوربین متحرک ساخته شد.